# Perles-et-Castelet

Perles-et-Castelet este o comună în departamentul Ariège din sudul Franței. În 1 ianuarie 2022 avea o populație de 219 de locuitori.